# Artur Hulej
Artur Hulej, poljski general, * 15. februar 1901, † 23. september 1951.